# Lady von Büsum
Die Lady von Büsum ex. Danica ist ein Seebäderschiff, das von 1993 bis 2018 von der Reederei Rahder im Liniendienst zwischen Büsum und Helgoland eingesetzt wurde. Im Frühjahr 2019 überstellte man das Schiff an die neu gegründete Reederei Adler & Eils, die es für Ausflugsfahrten ab Büsum nutzt.

## Geschichte des Schiffs

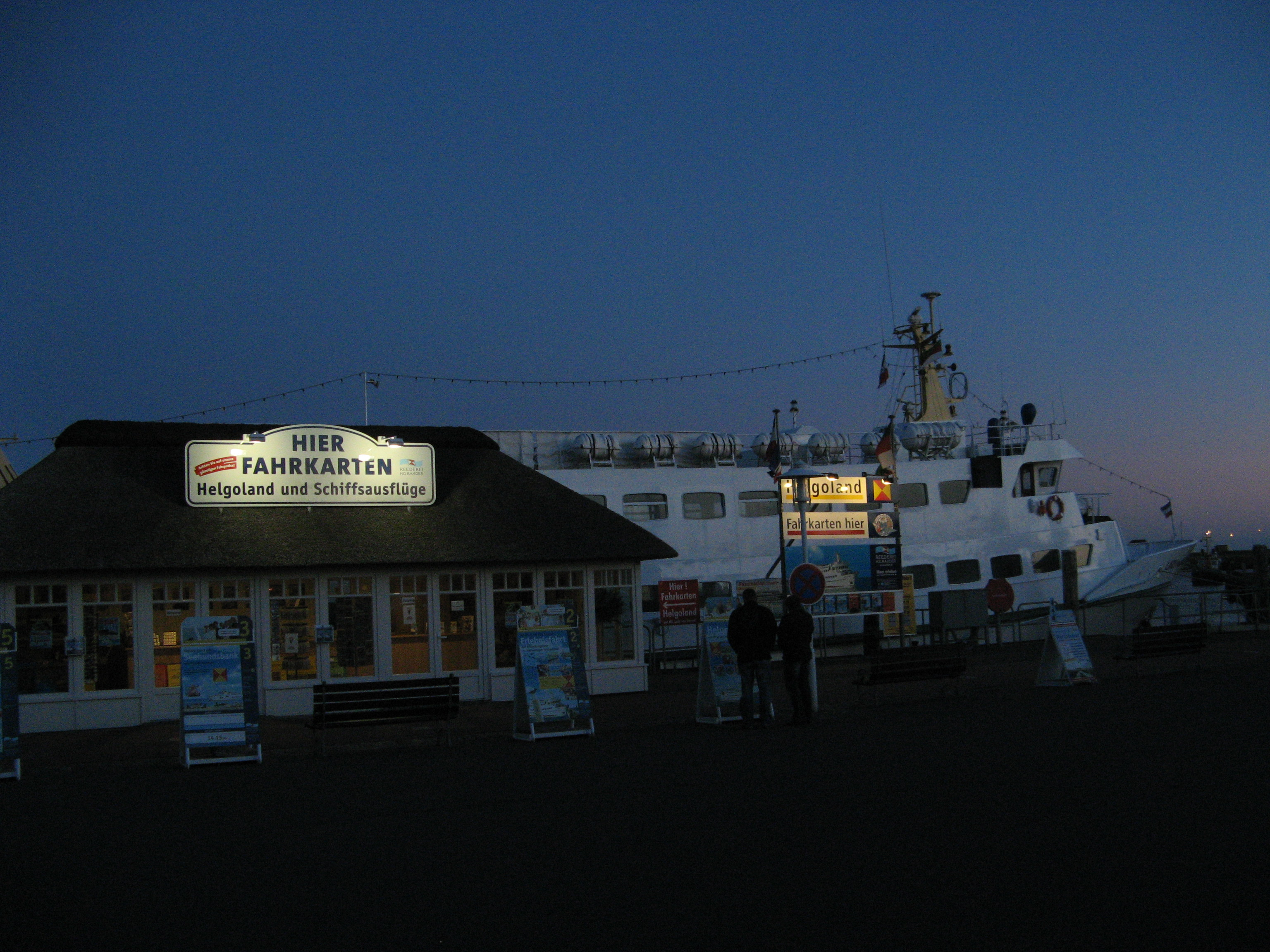
Die Lady von Büsum liegt im abendlichen Büsumer Hafen

Die Lady von Büsum wurde 1980 unter dem Namen Danica von der Husumer Schiffswerft für die Reederei Seetouristik in Flensburg gebaut. Es handelt sich um einen modifizierten Nachbau der im nordfriesischen Wattenmeer bewährten Adler V und gehört somit zu einer überwiegend für die Reederei Adler-Schiffe gefertigten Bauserie, die an den beiden charakteristischen Schrägschornsteinen auf dem oberen Achterdeck erkennbar ist.
Als Danica war sie für einen neuen Verkehr von Orth auf Fehmarn nach Rødbyhavn vorgesehen. Weil jedoch die erhoffte Resonanz ausblieb, wurde sie schon nach kurzer Einsatzzeit auf der Ostsee nach Cuxhaven an der Nordsee verlegt und dann 1983 nach Büsum an die Reederei Rahder verkauft. Dort erhielt das Schiff seinen heutigen Namen und wurde mittlerweile zweimal verlängert, so dass es heute 45,7 m anstatt der ursprünglichen 36,2 m misst. Bei der zweiten Umbaumaßnahme erhielt die Lady von Büsum zudem neben ihrer Hauptmaschine zwei weitere Antriebseinheiten mit jeweils einem Schottelpropeller, um die Manövrierfähigkeit zu erhöhen. Seitdem gilt die Lady von Büsum als einziges „Dreischornsteinschiff“ Europas. Außerdem kann die „neue“ Lady von Büsum im Gegensatz zur „alten“ Danica 483 statt 316 Passagiere befördern.
Während der Winterpause 2008/09 erfolgten erneut umfangreiche Umbaumaßnahmen, um das Schiff an die aktuellen SOLAS-Vorgaben anzupassen. Äußerlich sichtbar ist der Wegfall der Rettungsboote, die zugunsten zusätzlicher Sonnendeckplätze demontiert und durch andere Rettungsmittel ersetzt wurden.
Nachdem die Reederei Rahder im Januar 2019 von der Adler-Tochtergesellschaft German Fast Ferry GmbH & Co. KG übernommen worden war, gaben die Reedereien Adler-Schiffe und Cassen Eils im Februar 2019 ihre Zusammenarbeit am Standort Büsum sowie die Gründung der gemeinsamen Gesellschaft Adler & Eils GmbH & Co. KG bekannt. Die Lady von Büsum sowie die ebenfalls im Helgoland-Verkehr eingesetzte Funny Girl wurden im Frühjahr 2019 der neuen Reederei überstellt. Während die Funny Girl weiterhin im Helgoland-Liniendienst verkehrt, kommt die Lady von Büsum seit 2019 hauptsächlich auf Ausflugsfahrten ab Büsum zum Einsatz. In der nachfrageschwachen Vor- und Nachsaison setzt man sie anstelle der größeren Funny Girl nach Helgoland ein.

## Einsatz des Schiffs

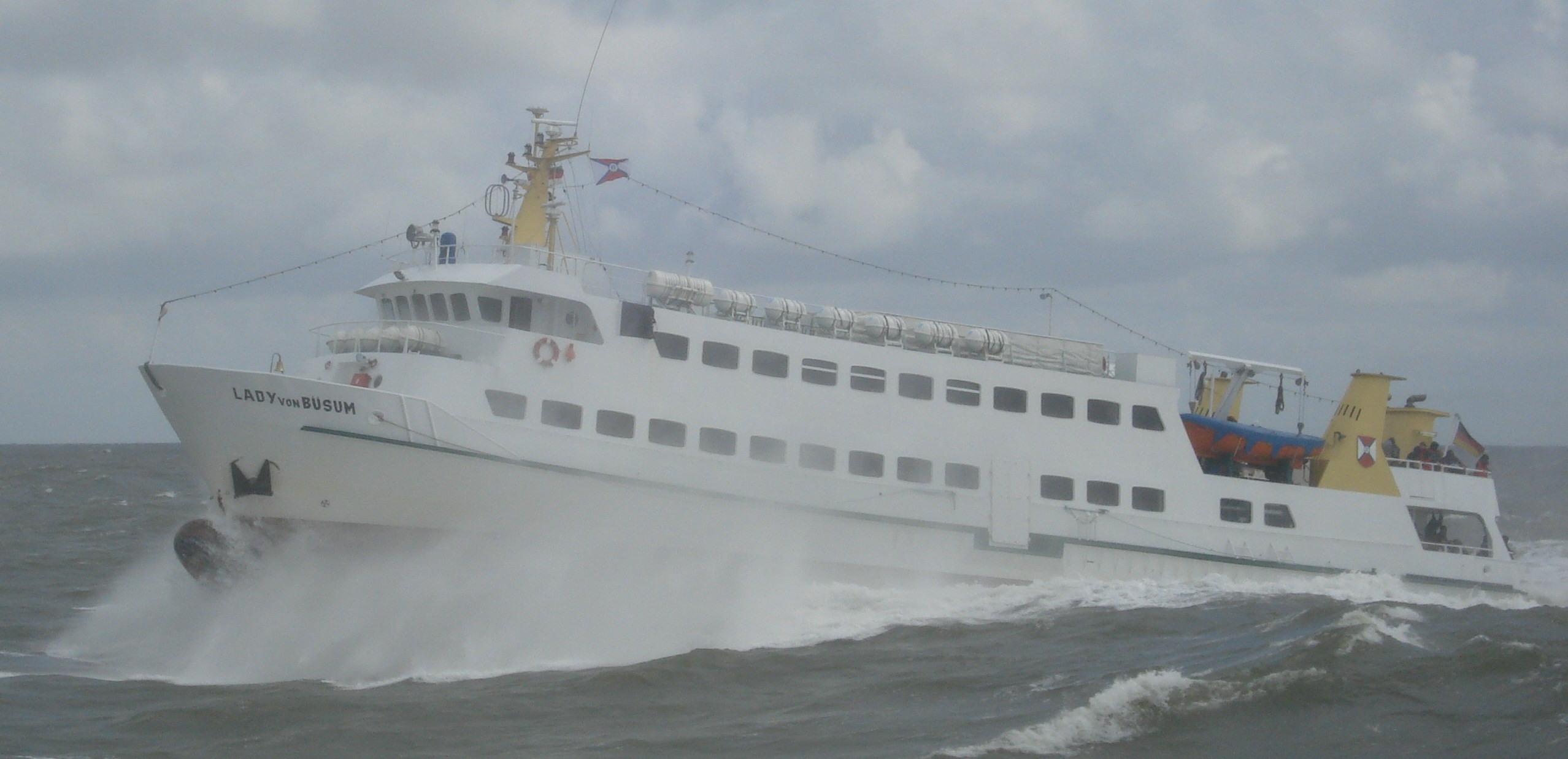
Die Lady von Büsum bei hohem Seegang kurz vor Helgoland

Nach dem Ankauf im Jahr 1983 setzte die Reederei Rahder (damals Rahder & Mordhorst) die Lady von Büsum zunächst zu einstündigen Einkaufsfahrten ab Büsum ein, auf denen die sogenannte „kleine Zollration“ erworben werden konnte. Nach Abschaffung der Einkaufsfahrten gegen Ende der 1980er-Jahre konzentrierte man sich auf das Ausflugsgeschäft. Die Lady von Büsum wurde zu achtstündigen Rundfahrten in die Elbmündung sowie rund um die Insel Helgoland (ohne Landgang) eingesetzt. Auch Fahrten zur Bohrinsel Mittelplate wurden zeitweilig angeboten. Von Mitte der 1990er-Jahre bis 2018 wurde das Schiff im Sommerhalbjahr (von März bis Oktober) auf der Linienroute Büsum – Helgoland eingesetzt.  In der Vor- und Nachsaison legte die Lady von Büsum zunächst noch im Helgoländer Hafen an. Von Mitte April bis Anfang Oktober wurden die Passagiere ausgebootet, das Schiff ankerte dabei auf der Helgoländer Reede und die Passagiere wurden mit einem typischen Helgoländer Börteboot zur Landungsbrücke gebracht.
Bis zum Jahr 2013 wurde als Besonderheit im Fahrplan montags nicht die Insel Helgoland angesteuert, sondern eine sechsstündige Erlebnisfahrt in See durch den Nationalpark Wattenmeer angeboten. Diese Fahrten orientierten sich im Routenverlauf an der ehemaligen „Großen Elberundfahrt“. Ab der Saison 2012 wurde diese Fahrt versuchsweise mit zweistündigem Landgang in Cuxhaven angeboten, zur Saison 2014 jedoch zugunsten einer weiteren Abfahrt nach Helgoland eingestellt. Einmal die Woche in der Hauptsaison und alle zwei Wochen in der Nebensaion am Samstag fand zusätzlich eine Abendfahrt auf See statt.
Seit dem 6. April 2019 wird das Schiff nur noch für Sonderfahrten nach Helgoland eingesetzt. Hauptaufgabe sind tägliche Fahrten in Küstennähe.
Zur Sommersaison 2023 wurde die Lady von Büsum in die Ostsee auf die Insel Rügen verlegt. Sie wird dort für Fahrten ab Sassnitz und Binz zu den Kreidefelsen eingesetzt.

## Zwischenfall 2013
Am 6. Mai 2013 lief das Schiff zwischen Büsum und Cuxhaven auf eine Sandbank. Nach mehrstündigem Festsitzen konnte sich das Schiff bei ansteigendem Wasser von selbst befreien. Die Passagiere waren zuvor von der DGzRS, zumeist auf die Ol Büsum, evakuiert worden.

## Technische Daten
Das Schiff wurde ursprünglich von einem Sechzehnzylinder-Dieselmotor des Herstellers Klöckner-Humboldt-Deutz (Typ: SBA 16 M&816) mit 600 kW Leistung angetrieben. Der Motor wirkte auf einen Festpropeller. 1993 wurden zusätzlich zwei Sechszylinder-Dieselmotoren des Herstellers MTU (Typ: 8 V 183 T3/72) mit 1200 kW Leistung sowie zwei Propellergondeln nachgerüstet. Der KHD-Dieselmotor wurde 2009 durch einen Zwölfzylinder-Dieselmotor des Herstellers MTU (Typ: 8 V 396 TC 64) ersetzt.
Für die Stromerzeugung stehen drei Dieselgeneratoren sowie ein Notgenerator zur Verfügung.